# 바니 매케나

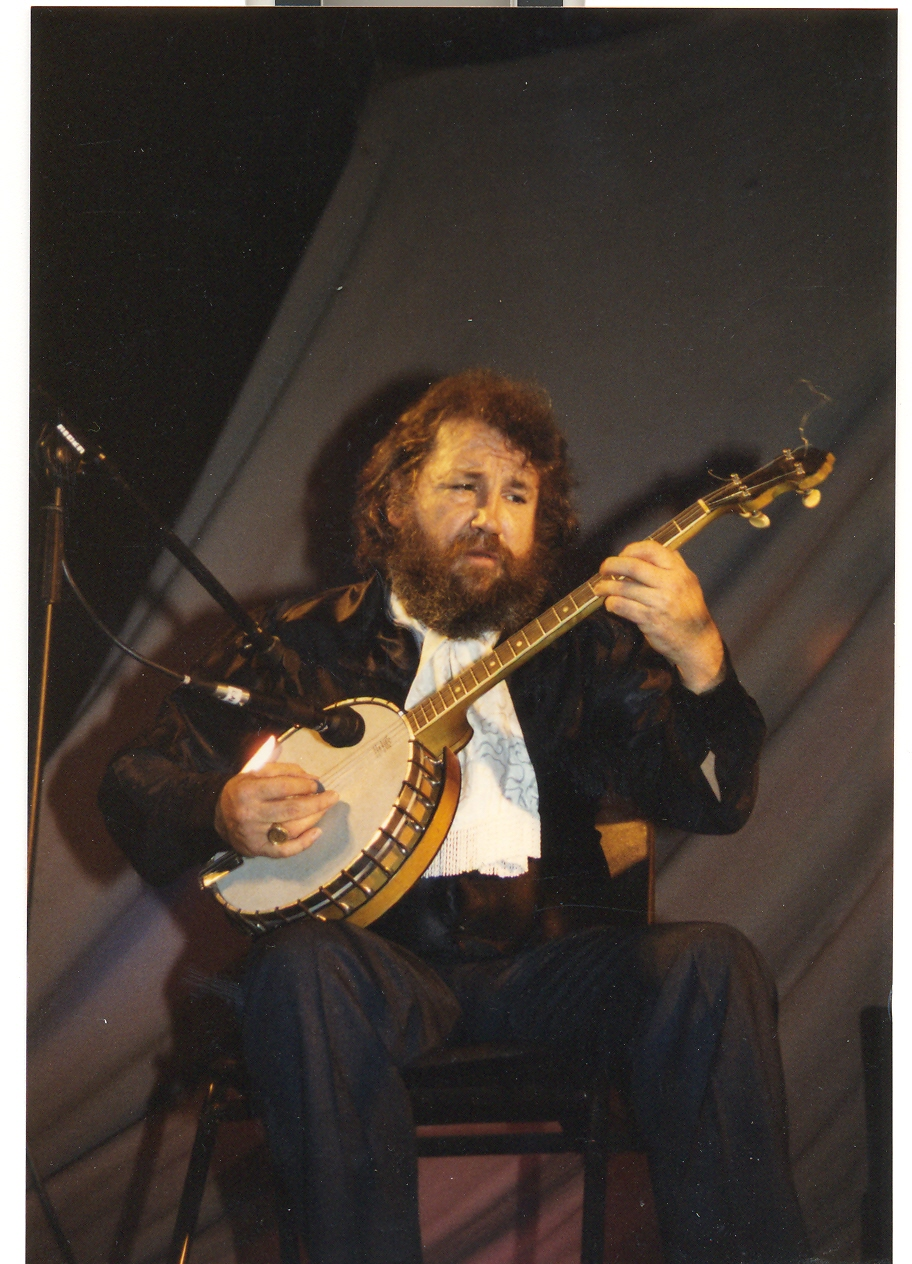

버나드 "바니" 매케나(Bernard "Barney" McKenna, 1939년 12월 16일 ~ 2012년 4월 5일)는 아일랜드의 음악가이다. 더 더블리너스의 멤버로 1962년부터 50년간 활동했다. 끝까지 더 더블리너스에 남은 유일한 1기 멤버이기도 하다. 4현 밴조와 만돌린, 멜로디언(멜로디카 아님. 콘서티나와 유사한 사각형의 버튼식 아코디언)을 다루며, 보컬은 잘 부르진 않으나 몇몇 곡에서는 밴조를 내려놓고 메인 보컬을 부르기도 했다. 2000년대 이후로는 무대 맨 왼쪽(객석에서 볼 때) 의자에 앉아서 공연했다. 2012년 4월 5일 자택에서 세상을 떠났다.